# Rosa kwangtungensis
Rosa kwangtungensis är en rosväxtart som beskrevs av Tse Tsun Yu och Tsai. Rosa kwangtungensis ingår i släktet rosor, och familjen rosväxter.

## Underarter
Arten delas in i följande underarter:
- R. k. mollis
- R. k. plena